# Stanglomyces
Stanglomyces là một chi nấm thuộc họ Tricholomataceae. Đây là chi đơn loài, chứa một loài Stanglomyces taxophilus, được tìm thấy ở South America. The species was described as new to science by J. Raithelhuber năm 1985.